# Под (Грчка)
Под (грч. Φλαμουριά, Фламурија) је насељено место у општини Воден у периферији Средишња Македонија, Грчка. Према попису из 2021. године било је 520 становника.
Према бугарском географу и историчару, Василу Канчову, у Поду је 1900. године живело 350 Словена хришћана. Године 1924. насељене је неколико грчких избегличких породица из Турске, укупно 36 особе. На попису из 1940. године Под је имао 507 становника, од чега 37 Грка и 470 Словена.